# R. Ramachandra Rao
Raghunatha Rao Ramachandra Rao (c. 1871 - julio de 1936) fue un funcionario civil indio, matemático y activista social y político. 

## Primeros años
Ramachandra Rao nació en una familia aristocrática en 1871. Estudió en Trivandrum y se graduó en el Presidency College de Madrás. 

## Carrera
Rao ingresó al Servicio Civil Indio en 1890, a la edad de diecinueve años. Trabajó como Asistente de Recaudación y Magistrado de 1890 a 1891 y como funcionario del Departamento de Ingresos de 1891 a 1892. Accedio al puesto de  Responsable de las Colecciones Adjunto en 1892, y Subcolector en 1898. En 1901 se le nombró Colector del distrito de Kurnool, donde sirvió hasta 1907, ejerciendo como Registrador de Sociedades Cooperativas de 1907 a 1910. De 1910 a 1914  sirvió como Colector de Distrito de Nellore y en la Comisión de Servicios Públicos de la India del 4 al 20 de enero de 1914. Rao se retiró como Colector del Distrito de Madrás en 1926. 

## Últimos años
Después de su retiro, Rao dedicó su tiempo a actividades sociales y políticas. Organizó una Exposición de Toda la India en Madrás durante la sesión del Congreso Nacional Indio de 1927. Siempre usaba ropa de Swadeshi y era un colaborador cercano del político C. Rajagopalachari. 
Ramachandra Rao sufrió un derrame cerebral paralizante en 1930, lo que le obligó a permanecer en cama. Murió en julio de 1936, a la edad de 65 años. 

## Otros intereses
Rao fue un entusiasta matemático y astrónomo,  que llegó a presidir la Sociedad Matemática India entre 1915 y 1917. Ayudó al matemático Srinivasa Ramanujan cuando estaba desempleado y le consiguió un trabajo en las oficinas del Puerto de Madrás. 

## En la cultura popular
En la película biográfica tamil Ramanujan (2014), el actor Sarath Babu interpretó al personaje Diwan Bahadur R. Ramachandra Rao. La película estaba basada en la vida del reconocido matemático indio Srinivasa Ramanujan.